# 菲律宾猪笼草
菲律宾猪笼草（学名：Nepenthes philippinensis）是菲律宾特有的热带食虫植物。其存在于巴拉望岛及附近的加拉米安群岛和林纳帕坎海拔0至600米处。
1998年，马修·杰布和马丁·奇克描述了威尔基猪笼草（N. wilkiei）。之后，该类群便被认为与菲律宾猪笼草是同一个物种。马修·杰布和马丁·奇克认为菲律宾猪笼草与婆罗洲的刚毛猪笼草（N. hirsuta）、粗毛猪笼草（N. hispida）和大型平庸猪笼草（N. macrovulgaris）之间存在着密切的近缘关系，且比与翼状猪笼草（N. alata）的关系更近。 
菲律宾猪笼草是猪笼草属中能同时开放最多花序的物种。其单个植株可同时开放190枝花序。
尚未发现菲律宾猪笼草的自然杂交种，也未有关于其变型或变种的正式描述，但在巴拉望的众多独立山峰上存在众多类似于菲律宾猪笼草的类群。

## 扩展阅读
- 食虫植物照片搜寻引擎中 菲律宾猪笼草的照片 （页面存档备份，存于）

 维基共享资源上的相關多媒體資源：菲律宾猪笼草
 維基物種上的相關：菲律宾猪笼草